# Savignac (Aveyron)
Savignac è un comune francese di 633 abitanti situato nel dipartimento dell'Aveyron nella regione dell'Occitania.

## Società

### Evoluzione demografica
Abitanti censiti